# Anséric III de Montréal
Anséric III de Montréal (né vers 1119 - † en 1174) est seigneur de Montréal et sénéchal de Bourgogne au milieu du XIIe siècle. Il est le fils d'Hugues de Montréal, seigneur de Montréal, et d'Hélvide de Baudément.

## Biographie
Né vers 1119, il est le fils d'Hugues de Montréal, seigneur de Montréal, et de son épouse Hélvide de Baudément.
Avant 1125, son père décède et il lui succède à la tête de la seigneurie de Montréal, même s'il est encore trop jeune pour gouverner de lui-même. Sa mère se remarie peu après et épouse en secondes noces Guy Ier de Dampierre, seigneur de Dampierre, de Saint-Dizier, de Moëslains et de Saint-Just et vicomte de Troyes. Guy de Dampierre et Hélvide de Baudément dirigent alors Montréal en tant que régents et servent de tuteurs pour le jeune Anséric.

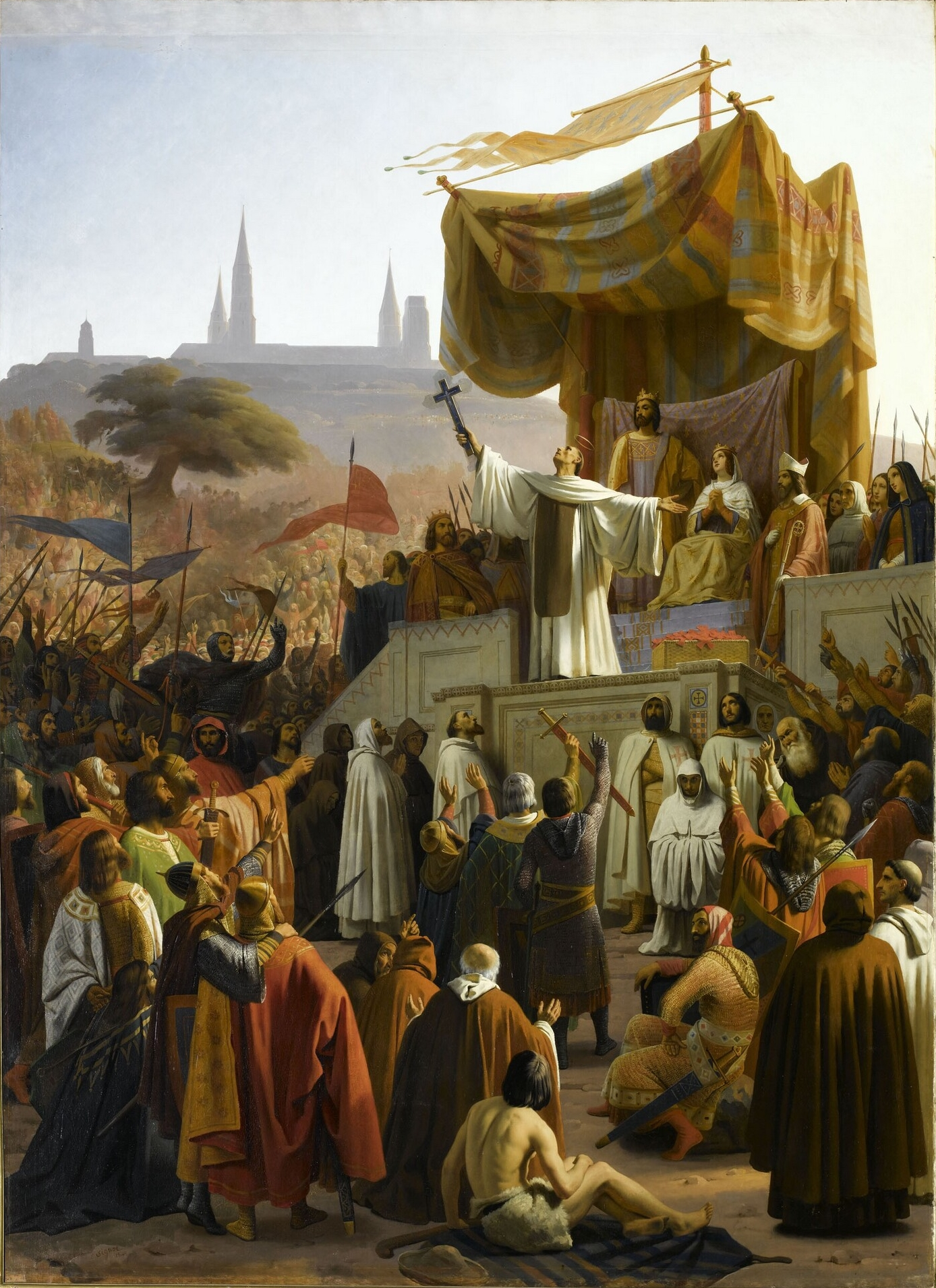
Saint-Bernard prêchant la 2e croisade, à Vézelay, en 1146.

Le 31 mars 1146, jour de Pâques, il est présent à Vézelay lorsque Bernard de Clairvaux prêche la deuxième croisade en présence du roi Louis VII le Jeune et de la reine Aliénor d'Aquitaine et décide de se croiser.
En 1147, avant son départ pour la Terre Sainte, il fait un don à l'abbaye de Reigny afin de s'attirer les faveurs divines pour son voyage. En juin de la même année, il se trouve à Metz avec d'autres croisés dont le roi de France et le comte de Champagne Henri Ier, lieu de départ de cette croisade, et prend la voie terrestre à travers l'Allemagne.
À son retour de Terre Sainte, vers 1150, il fait construire la collégiale Notre-Dame de Montréal à côté de son château, qui sera achevée par son fils Anséric IV.
Tout au long de sa carrière, Anséric apparait dans l'entourage des ducs de Bourgogne en qualité de sénéchal, et apparait comme témoin ou caution dans un grand nombre de leurs chartes, preuve de son importance,.

## Mariage et enfants

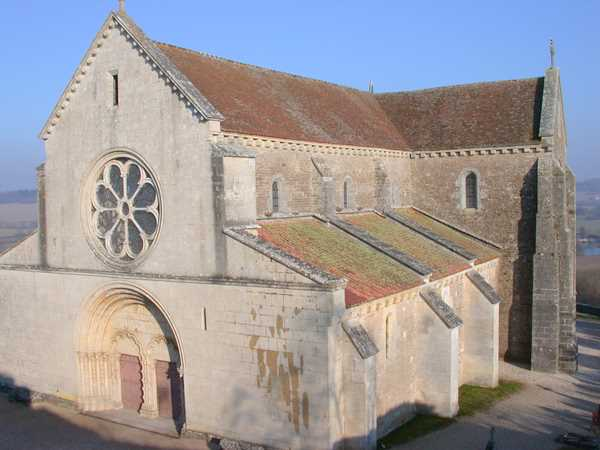
Collégiale Notre-Dame de Montréal, construite au XIIe siècle.

En 1145, il épouse Adélaïde d'Arcis, veuve d'Hélie de Montmirail, seigneur de Montmirail et de La Ferté-Gaucher et vicomte de Meaux, dont elle a eu trois enfants, probable fille de Manassès de Pleurs, ou alors du père de ce dernier Jean, vicomte de Mareuil, dont il a cinq enfants :
- Anséric IV de Montréal, qui succède à son père ;
- Jean de Montréal, seigneur d'Arcis ;
- Guillaume de Montréal, cité dans la nécrologie de la collégiale Notre-Dame de Montréal ;
- Gui de Montréal, seigneur de Beauvoir. Il meurt probablement sans union ni postérité (ou souche des Beauvoir-Chastellux, si ce n'est son arrière-petit-neveu Jean ?) ;
- Hélvide de Montréal, qui épouse André de Montbard, seigneur de Montbard, dont elle a au moins deux enfants ;
- Agnès de Montréal, qui épouse Narjot II de Toucy, seigneur de Toucy, d'où postérité[4].

## Source
- Ernest Petit, Histoire des ducs de Bourgogne de la race capétienne, 1889.
- Ernest Petit, Seigneurie de Montréal-en-Auxois, 1865.